# Plaxiphora fernandezi
Plaxiphora fernandezi är en blötdjursart som beskrevs av Thiele 1909. Plaxiphora fernandezi ingår i släktet Plaxiphora och familjen Mopaliidae. Inga underarter finns listade i Catalogue of Life.